# Isaac Mor Ostathious
Isaac Mor Ostathious – duchowny Malankarskiego Syryjskiego Kościoła Ortodoksyjnego, będącego częścią Syryjskiego Kościoła Ortodoksyjnego, od 2010 biskup Mylapore..